# Mozilla Open Badges

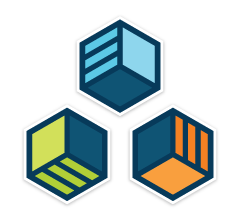
Mozilla Open Badges

El proyecto Mozilla Open Badges  (OBI, por sus siglas en inglés Open Badges Infraestructure) es un programa de Mozilla con el que conseguir reconocimiento digital por las cualidades y logros que obtenemos fuera del ámbito académico, facilitando que quien lo desee pueda emitir, ganar y mostrar insignias en la web a través de una infraestructura técnica. El resultado: ayudar a que personas de cualquier edad obtengan y demuestren cualidades del siglo XXI y puedan acceder a una nueva carrera profesional o nuevas oportunidades educativas.

## ¿Qué es una insignia?
Una insignia es un símbolo o indicador de un logro, cualidad, calidad o interés dentro o fuera del aula. Open Badges se diferencia de la mera representación visual de las insignias en que contienen metadatos indicando quien es el emisor, los criterios que ha tenido en cuenta además de otras informaciones, todo ello está fijado en el propio fichero de imagen. La tecnología es compatible con una amplia gama de credenciales desarrolladas conjuntamente con el emisor. Las insignias pueden referirse a las “hard skills” (habilidades requeridas para llevar a cabo una determina tarea) tales como la programación informática, así como a las “soft skills” como la colaboración o relación con las personas, o las “new skills” como los medios de comunicación sociales y la Web 2.0. Pueden ser emitidas por las instituciones  de enseñanza, colegios profesionales, programas de postgrado o iniciativas en línea (incluyendo MOOCs).

## Emisores de insignias
La NASA, Disney Pixar, 4-H y DigitalMe han desarrollado insignias digitales para el proyecto Open Badges. La capacidad para emitirlas también se integró en la versión 2.4 de TotaraLMS, en la versión 2.5 de Moodle y Blackboard en su versión Service Pack 12. Mozilla además ha declarado que PBS, P2PU, Intel y el Departamento de Educación de los Estados Unidos tienen planes para emitir insignias a través del proyecto Open Badges.

## Documentación técnica
- OBI está construido usando Node.js express.
- Las insignias están representadas por JSON data blobs integrados en archivos PNG del Backpack.
- La gestión de la identidad se realiza por Mozilla Persona.